# Gyertyánvölgy
Gyertyánvölgy egy mára elpusztult település a Bükkben, a Bükkszentkereszt és Cserépfalu közti Hór-völgyben; ma Répáshuta külterülete. Helyén ma szabadtéri kiállítás és turistapihenő áll.
Gyertyánvölgy egyike volt annak a négy településnek, melyeket a 18. században alapított üveghuták munkásai hoztak létre – a másik három település időrendben Óhuta (ma Miskolc-Bükkszentlászló, 1712–17), Újhuta (ma Bükkszentkereszt, 1755) és Répáshuta (1790). Gyertyánvölgy Bükkszentkereszttől 9 kilométerre található.
A 19. századvégi Pallas nagylexikona szerint „Répás-Hutához tartozó üveggyári telep, Borsod vármegye miskolci járásában, az itteni üveggyár, mely Schusselka Gusztáv tulajdona, évenkint 12 000 Ft értékű nyersanyagot s 30 000 Ft értékű fúvott és csiszolt üvegtárgyat állít elő. A munkások száma 50. Gy. a Bükk-hegységben, igen szép vidéken fekszik.”
Itt működött az utolsó bükki üveghuta 1897-ig, Schusselka Gusztáv csődbe meneteléig. A falu a 20. század elején még lakott volt, temetőjébe, melybe 1843-ban temettek először, 1926-ban temették el az utolsó elhunytat.
2001-ben régészeti feltárás kezdődött a helyen, az üveghuta rekonstruált változata megtekinthető.